# Cheloninae
Cheloninae (лат.) — подсемейство паразитических наездников-браконид (Braconidae) надсемейства Ichneumonoidea отряда перепончатокрылые.

## Распространение
Встречаются всесветно, но в Палеарктике представлены только две трибы: Chelonini и Phanerotomini.
Фауна России включает 5 родов и более 340 видов, в Палеарктике более 760 видов, в мире более 1500.

## Описание
Большинство Cheloninae мелкие и одноцветноокрашенные бракониды. Щиток их метасомы характерно сформирован из трёх первых тергитов.
Длина тела от 1,8 до 6,0 мм.

## Биология
Большинство видов — эндопаразитоиды бабочек Lepidoptera, особенно на огнёвках (Pyraloidea) и листовёртках (Tortricoidea).
Несколько видов играют решающую роль в естественной борьбе с сельскохозяйственными вредителями. Паразитоид Chelonus blackburni Cameron, 1886 был успешно завезен с Гавайев на материковую часть США и в Мексику между 1932 и 1944 годами для борьбы с вредителем хлопка Pectinophora gossypiella (Pectinophora gossypiella Saunders, 1844) (Выемчатокрылые моли, Gelechiidae). Это говорит о том, что Cheloninae могут иметь хорошие перспективы для применения в биологической борьбе.

## Генетика
Гаплоидный набор хромосом n = 6.

## Классификация
Одно из крупнейших подсемейств браконид. Известно 20 родов и около 1500 видов, разделённых на 4 трибы: Chelonini Foerster, 1863 (более 1170 видов), Phanerotomini Baker, 1926 (более 320 видов), Adeliini Viereck, 1918 (более 30 видов), Odontosphaeropygini.
Трибы Chelonini и Odontosphaeropygini формируют монофилетическую группы, но триба Phanerotomini sensu Zettel и трибы Pseudophanerotomini признаны пара- или полифелетичными.
- Adeliini
- Chelonini: Ascogaster — Chelonus — Megascogaster — †Diodontogaster — †Eobracon
- Odontosphaeropygini: Odontosphaeropyx
- Phanerotomini: Adelius — Leptodrepana — Paradelius — Phanerotoma — Phanerotomella — Sculptomyriola — Sinadelius — Siniphanerotomella

### Список родов
- Ascogaster Wesmael, 1835
  - =Leptodrepana Shaw, 1990[7]
- Austroascogaster Kittel and Austin, 2014
- Cascogaster (?)
- Chelonus Panzer, 1806[9]
- Dentigaster Zettel, 1990
- †Diodontogaster Brues, 1933
- †Eobracon Cockerell, 1920
- Fischeriella Zettel, 1990
- Huseyinia Koçak and Kemal, 2008
- Leptochelonus Zettel, 1990
- Megascogaster Baker, 1926
- Microchelonus Szépligeti, 1908
- Odontosphaeropyx Cameron, 1910
- Phanaustrotoma Kittel and Austin, 2014
- Phanerotoma Wesmael, 1838
  - =Ichneutipterus Vachal, 1907[7]
  - =Tritoma Szépligeti, 1908
  - =Szépligetia Schulz, 1911
  - =Neoacampis Szépligeti, 1914
  - =Tritomios Strand, 1921[7]
- Phanerotomella Szépligeti, 1900
- Phanerotomoides Zettel, 1990
- Pseudophanerotoma Zettel, 1990
- Siniphanerotomella He et al., 1994
- Stychelonus (?)
- Wushenia Zettel, 1990

Роды, ранее принадлежавшие трибе Adeliinae, были включены в Cheloninae в трибу Adeliini:
- Adelius Haliday, 1834
- Paradelius de Saeger, 1942
- Sinadelius He and Chen, 2000
- Sculptomyriola Belokobylskij, 1988